# Lista monedelor
Aceasta este lista tuturor monedelor actuale și istorice. În această listă este utilizat numele local al monedei, cu adjectivul de la numele țării sau regiunii.

## A
- Afghani - Afghanistan
- Akșa - Tuva
- Angolar - Angola
- Argentino - Argentina
- Ariary - Madagascar
- Austral - Argentina
- Auksinas - Lituania

## B
- Baht (บาท) - Thailanda
- Balboa - Panama (dolar american utilizat ca bancnotă)
- Birr - Etiopia
- Bitcoin - pe Internet.
- Bolívar - Venezuela
- Boliviano - Bolivia
- Budju - Algeria
- Rupie indiană - India

## C
- Cedi - Ghana
- Cervoneț - Rusia
- Colón
  - Colón Costa Rican - Costa Rica
  - Colón Salvadorian - El Salvador
- Monedă continentală - Statele Unite ale Americii
- Conventionsthaler - Sfântul Imperiu Roman
- Córdoba - Nicaragua
- Cruzado Portughez - Portugalia
- Cruzado - Brazilia
  - Cruzeiro - Brazilia
  - Cruzeiro Real - Brazilia
- Cupon - Republica Moldova
- Customs gold unit - Republica Chineză (1912–1949)

## D
- Dalasi - Gambia
- Daler - Danish West Indies
- Denar - Macedonia
- Denier - Franța
- Dime
  - Dime (Canadian coin) - Canada
  - Dime (United States coin) - Statele Unite
- Dinar (دينار)
  - Dinar algerian - Algeria
  - Dinar de Bahrain - Bahrain
  - Dinar de Bosnia and Herzegovina - Bosnia și Herțegovina
  - Dinar croatian dinar - Croația
  - Dinar irakian - Irak
  - Dinar iordanian - Iordan, Palestinian territories
  - Dinar kelantanez - Kelantan
  - Dinar krajinez - Krajina
  - Dinar kuwaitian - Kuwait
  - Dinar libian - Libia
  - Dinar Republika Srpska - Republika Srpska
  - Dinar Sârb - Serbia
  - Dinar South Yemeni dinar - Yemen de Sud
  - Dinar Sudanez - Sudan
  - Dinar elvețian - Irak
  - Dinar tunisian - Tunisia
  - Dinar iugoslav - Iugoslavia
- Diner - Andorra (comemorativ)
- Dinero - Spania
- Dinheiro - Portugalia
- Dirham (درهم)
  - Moroccan dirham - Maroc
  - United Arab Emirates dirham - Emiratele Arabe Unite
- Dobra - São Tomé and Príncipe
- Dollar
  - Antigua dollar - Antigua
  - Australian dollar - Australia, Kiribati, Nauru and Tuvalu
  - Bahamian dollar - Bahamas
  - Barbadian dollar - Barbados
  - Belize dollar - Belize
  - Bermudian dollar - Bermuda
  - British Columbia dollar - British Columbia
  - British North Borneo dollar - British North Borneo
  - British West Indies dollar - British West Indies
  - Brunei dollar - Brunei
  - Canadian dollar - Canada
  - Cayman Islands dollar - Cayman Islands
  - Continental dollar - Colonial America
  - Cook Islands dollar - Cook Islands
  - Dominican dollar - Dominica
  - East Caribbean dollar - Anguilla, Antigua and Barbuda, Dominica, Grenada, Montserrat, Saint Kitts and Nevis, Saint Lucia, Saint Vincent and the Grenadines
  - Fijian dollar - Fiji
  - Grenadan dollar - Grenada
  - Guyanese dollar - Guyana
  - Hawaiian dollar - Hawaii
  - Hong Kong dollar - Hong Kong
  - International dollar - hypothetical currency pegged 1:1 to the United States dollar
  - Jamaican dollar - Jamaica
  - Kiautschou dollar - Qingdao
  - Kiribatian dollar - Kiribati
  - Liberian dollar - Liberia
  - Malaya and British Borneo dollar - Malaya, Singapore, Sarawak, British North Borneo and Brunei
  - Malayan dollar - Brunei, Malaysia and Singapore
  - Mauritian dollar - Mauritius
  - Mongolian dollar - Mongolia
  - Namibian dollar - Namibia
  - Nevisian dollar - Nevis
  - New Brunswick dollar - New Brunswick
  - New Zealand dollar - New Zealand, Cook Islands, Niue, Tokelau, Pitcairn Islands.
  - Newfoundland dollar - Newfoundland
  - Nova Scotian dollar - Nova Scotia
  - Prince Edward Island dollar - Prince Edward Island
  - Penang dollar - Penang
  - Puerto Rican dollar - Puerto Rico
  - Rhodesian dollar - Rhodesia
  - Saint Kitts dollar - Saint Kitts
  - Saint Lucia dollar - Saint Lucia
  - Saint Vincent dollar - Saint Vincent
  - Sarawak dollar - Sarawak
  - Sierra Leonean dollar - Sierra Leone
  - Singapore dollar - Singapore
  - Solomon Islands dollar - Solomon Islands
  - Straits dollar - Brunei, Malaysia and Singapore
  - Sumatran dollar - Sumatra
  - Surinamese dollar - Suriname
  - Old Taiwan dollar - Taiwan
  - New Taiwan dollar - Taiwan
  - Texan dollar - Republic of Texas
  - Tobagan dollar - Tobago
  - Trinidadian dollar - Trinidad
  - Trinidad and Tobago dollar - Trinidad and Tobago
  - Tuvaluan dollar - Tuvalu (not an independent currency, equivalent to Australian dollar)
  - United States dollar - United States of America; also used officially in several other countries: British Indian Ocean Territory (accepted), East Timor (has own centavo coins), Ecuador (has own centavo coins), El Salvador, Marshall Islands, Federated States of Micronesia, Palau and Panama (has own balboa currency)
  - Zimbabwean dollar - Zimbabwe
- Đồng
  - North Vietnamese đồng - North Vietnam
  - South Vietnamese đồng - South Vietnam
  - Vietnamese đồng - Vietnam
- Drachma (Δραχμή) - Grecia
- Dram (Դրամ) - Armenia

## E
- Ekwele (Ekuele) - Equatorial Guinea

See also: Scudo (below)
- Escudo
  - Angolan escudo - Angola
  - Cape Verdean escudo - Cape Verde
  - Chilean escudo - Chile
  - Mozambican escudo - Mozambique
  - Portuguese escudo - Portugalia
  - Portuguese Guinean escudo - Guinea Bissau
  - Portuguese Indian escudo - Portuguese India
  - Portuguese Timorese escudo - East Timor
  - São Tomé and Príncipe escudo - São Tomé and Príncipe
  - Spanish escudo - Spania
- Euro (Eυρώ, Евро) - Austria, Belgia, Cipru, Estonia, Finlanda, Franța, Germania, Grecia, Irlanda, Italia, Luxembourg, Malta, Olanda, Portugalia, Slovakia, Slovenia, Spania
  - Countries that have made legal agreements with the EU to use the euro: Monaco, San Marino, Vatican City
  - Countries that unilaterally use the euro: Andorra, Muntenegru, Kosovo
  - Currencies pegged to the euro: Cape Verdean escudo, CFA franc, CFP franc, Comorian franc, Bulgarian lev, Lithuanian litas, Bosnia and Herzegovina convertible mark

## F
- Fanam - Madras Presidency
- Fiorino - Tuscany
- Florin
  - Aruban florin - Aruba
  - Austrian florin - Austria
  - East African florin - Kenya, Somalia, Tanzania and Uganda
  - Lombardy-Venetia florin - Lombardy-Venetia
- Forint - Ungaria
- Franc
  - Algerian franc - Algeria
  - Belgian franc - Belgia
  - Burundian franc - Burundi
  - Cambodian franc - Cambodia
  - Central African CFA franc - Camerun, Central African Republic, Chad, Republic of the Congo, Equatorial Guinea, Gabon
  - CFP franc - New Caledonia, French Polynesia, Wallis and Futuna
  - Comorian franc - Comoros
  - Congolese franc - Democratic Republic of Congo (replaced in 1967, re-established in 1998)
  - Djiboutian franc - Djibouti
  - French franc - Franța
  - French Camerounian franc - French Cameroun
  - French Equatorial African franc - French Equatorial Africa
  - French Guianan franc - French Guiana
  - French Polynesian franc - French Polynesia
  - French West African franc - French West Africa
  - Geneva franc - Geneva
  - Guadeloupe franc - Guadeloupe
  - Guinean franc - Guinea (replaced in 1971, re-established in 1985)
  - Katangan franc - Katanga
  - Luxembourgish franc - Luxembourg
  - Malagasy franc - Madagascar
  - Malian franc - Mali
  - Martinique franc - Martinique
  - Monegasque franc - Monaco
  - Moroccan franc - Maroc
  - New Caledonian franc - New Caledonia
  - New Hebrides franc - New Hebrides
  - Réunion franc - Réunion
  - Rwanda and Burundi franc - Rwanda and Burundi
  - Rwandan franc - Rwanda
  - Saar franc - Saar
  - Saint Pierre and Miquelon franc - Saint Pierre and Miquelon
  - Swiss franc - Elveția, Liechtenstein
  - Togolese franc - Togo
  - Tunisian franc - Tunisia
  - US occupation franc - Franța (issued and used by Allied soldiers, never backed by any government)
  - West African CFA franc - Benin, Burkina Faso, Côte d'Ivoire, Guinea-Bissau, Mali, Niger, Senegal, Togo
  - Vaud franc - Vaud
- Franco
  - Dominican franco - Dominican Republic
  - Luccan franco - Lucca
  - Ticino franco - Ticino
- Frange - Korçë
- Frank
  - Aargau Frank - Aargau
  - Appenzell Frank - Appenzell
  - Basel Frank - Basel
  - Berne Frank - Berna
  - Fribourg Frank - Fribourg
  - Glarus Frank - Glarus
  - Graubünden Frank - Graubünden
  - Liechtenstein frank - Liechtenstein
  - Luzern Frank - Lucerna
  - Schaffhausen Frank - Schaffhausen
  - Schwyz Frank - Schwyz
  - Solothurn Frank - Solothurn
  - St. Gallen Frank - St. Gallen
  - Thurgau Frank - Thurgau
  - Unterwalden Frank - Unterwalden
  - Uri Frank - Uri
  - Vlorë frank - Vlorë
  - Westphalian frank - Westphalia
  - Zürich Frank - Zürich

## G
- Gazeta (Γαζετα) - Ionian Islands
- Genevoise - Geneva
- Gineih - Egipt
- Gourde - Haiti
- Grosz - Kraków
- Guaraní - Paraguay
- Guilder - British Guiana
- Gulden
  - Austro-Hungarian gulden - Austria-Hungary
  - Baden Gulden - Baden
  - Bavarian Gulden - Bavaria
  - Danzig Gulden - Danzig
  - Dutch gulden - Țările de Jos
  - Fribourg Gulden - Fribourg
  - Luzern Gulden - Luzern
  - Netherlands Antillean gulden - Netherlands Antilles
  - Netherlands Indian gulden - Netherlands Indies
  - Neuchâtel gulden - Neuchâtel
  - Schwyz Gulden - Schwyz
  - South German Gulden - Baden, Bavaria, Frankfurt, Hohenzollern, Württemberg and other states
  - Surinamese gulden - Suriname
  - West New Guinean gulden - West New Guinea
  - Württemberg Gulden - Württemberg

## H
- Hryvnia (Гривня) - Ucraina
- Hwan (圜 or 환) - Coreea de Sud

## I
- Inca - Peru
- Inti - Peru
- Indian rupee - India

## K
- Karbovanets
  - Ukrainian karbovanets - Ukraine
- Keping
  - Kelantan keping - Kelantan
  - Trengganu keping - Trengganu
- Kina - Papua New Guinea
- Kip - Laos
- Konvertibilna marka (Конвертибилна марка) - Bosnia și Herțegovina
- Kori - Kutch
- Korona - Ungaria
- Koruna
  - Bohemian and Moravian koruna - Bohemia și Moravia
  - Czech koruna - Cehia
  - Czechoslovak koruna - Cehoslovacia
  - Slovak koruna - Slovacia
- Koruuni - Groenlanda
- Króna
  - Faroese króna - Insulele Feroe (not an independent currency, equivalent to Danish krone)
  - Icelandic króna - Islanda
- Krona - Suedia
- Krone
  - Austro-Hungarian krone - Austria
  - Danish krone - Danemarca, Groenlanda
  - Liechtenstein krone - Liechtenstein
  - Norwegian krone - Norvegia
  - Yugoslav krone - Iugoslavia
- Kronenthaler
  - Austrian Netherlands kronenthaler - Belgia
  - Kronenthaler din Sfântul Imperiu Roman - Sfântul Imperiu Roman
- Kroon - Estonia
- Kuna - Croația
- Kuna - Independent State of Croatia
- Kwacha
  - Malawian kwacha - Malawi
  - Zambian kwacha - Zambia
- Kwanza - Angola
- Kyat () - Myanmar

## L
- Laari - Maldives
- Lari (ლარი) - Georgia
- Lats - Letonia
- Lek - Albania
- Lempira - Honduras
- Leone - Sierra Leone
- Leu
  - Leu moldovenesc - Republica Moldova
  - Leu românesc - România
- Lev (Лев) - Bulgaria
- Libra - Peru
- Lilangeni - Swaziland
- Lira
  - Israeli lira (לירה, pound) - Israel
  - Italian lira - Italia
  - Italian East African lira - Italian East Africa
  - Italian Somaliland lira - Italian Somaliland
  - Lebanese lira (ليرة) - Liban
  - Luccan lira - Lucca
  - Maltese lira - Malta
  - Neapolitan lira - Napoli (Kingdom of Joachim Murat)
  - Papal States lira - Papal States
  - Parman lira - Parma
  - Sammarinese lira - San Marino
  - Sardinian lira - Sardinia
  - Tripolitanian lira (ليرة) - Tripolitania
  - Turkish lira - Turkey
  - Turkish new lira - Turkey
  - Tuscan lira - Tuscany
  - Vatican lira - Vatican City
  - Venetian lira - Veneția
- Litas - Lithuania
- Livre
  - French colonial livre - French Guiana, Guadeloupe, Haiti, Martinique, Mauritius și Réunion
  - French livre - Franța
  - Guadeloupe livre - Guadeloupe
  - Jersey livre - Jersey
  - French livre parisis - Franța
  - French livre tournois - Franța
  - Haitian livre - Haiti
  - New France livre - Noua Franță
  - Luxembourgish livre - Luxemburg
  - Saint Lucia livre - Saint Lucia
- Loti - Lesotho

## M
- Manat
  - Azerbaijani manat - Azerbaijan
  - Turkmenistani manat - Turkmenistan
- Maneti - Georgia
- Maravedí - Spania
- Mark
  - Danzig Mark - Danzig
  - Estonian mark - Estonia
  - German Mark - Germania
  - German Goldmark - Germania
  - German Papiermark - Germania
  - German Reichsmark - Germania
  - German Rentenmark - Germania
  - German South West African Mark - German South West Africa
  - East German Mark - East Germany
  - Hamburg Mark - Hamburg
  - New Guinean Mark - New Guinea
  - Saar Mark - Saar
- Marka
  - Bosnia and Herzegovina konvertibilna marka (конвертибилна марка) - Bosnia și Herțegovina
  - Polish marka - Polonia
- Markka - Finlanda
- Metica - Mozambique (proposed)
- Metical - Mozambique
- Mohar - Nepal
- Mon - Japonia
- Mun - Coreea

## N
- Nahar - Chechnia (planned and printed but never used)
- Naira - Nigeria
- Nakfa - Eritrea
- New pence - Britain
- Ngultrum (དངུལ་ཀྲམ) - Bhutan
- Nuevo Sol - Peru

## O
- Obol - Ionian Islands
- Ora - Orania, South Africa
- Ostmark
  - Ostmark - Lithuania
  - East German mark - East Germany (known as the Ostmark, or East mark)
- Ostruble - Lithuania
- Ouguiya (أوقية) - Mauritania

## P
- Pa'anga - Tonga
- Paisa - Pakistan
- Paise - India
- Pataca
  - Macanese pataca (澳門圓) - Macau
  - Maltese pataca - Malta
  - Portuguese Timorese pataca - Portuguese Timor
- Pengő - Ungaria
- Penning - Suedia
- Perper
  - Serbian perper - Serbia
  - Montenegrin perper - Muntenegru
- Perun - Muntenegru (proposed)
- Peseta
  - Catalan peseta - Catalunya
  - Equatorial Guinean peseta - Equatorial Guinea
  - Peruvian peseta - Peru
  - Spanish peseta - Spania
- Peso
  - Argentine peso - Argentina
  - Argentine peso argentino - Argentina
  - Argentine peso ley - Argentina
  - Argentine peso moneda corriente - Argentina
  - Argentine peso moneda nacional - Argentina
  - Bolivian peso - Bolivia
  - Chilean peso - Chile
  - Colombian peso - Columbia
  - Costa Rican peso - Costa Rica
  - Cuban convertible peso - Cuba
  - Cuban peso - Cuba
  - Dominican peso - Dominican Republic
  - Ecuadorian peso - Ecuador
  - Guatemalan peso - Guatemala
  - Guinea Bissau peso - Guinea Bissau
  - Honduran peso - Honduras
  - Japanese government-issued Philippine fiat peso - Filipine
  - Malvinas Islands peso - Malvinas Islands (Insulele Falkland)
  - Mexican peso - Mexic
  - Nicaraguan peso - Nicaragua
  - Paraguayan peso - Paraguay
  - Philippine peso - Filipine
  - Puerto Rican peso - Puerto Rico
  - Salvadoran peso - El Salvador
  - Uruguayan peso - Uruguay
  - Venezuelan peso - Venezuela
- Phoenix - Grecia
- Piastra
  - Neapolitan piastra - Mainland part of Two Sicilies
  - Sicilian piastra - Sicily
  - Two Sicilies piastra - Two Sicilies
- Piastre
  - Piastre - Cambodia, Laos și Vietnam
  - Ottoman Turkish piastre - Ottoman Empire
- Piso - Filipine
- Pitis - Brunei
- Pound
  - Alderney pound - Alderney (commemorative, same as British pound
  - Anglo-Saxon pound - Anglo-Saxon Anglia
  - Australian pound - Australia
  - Bahamian pound - Bahamas
  - Bermudian pound - Bermuda
  - Biafran pound - Biafra
  - British pound (sterling) - Regatul Unit, British Indian Ocean Territory (accepted)
  - British West African pound - Camerun, Gambia, Ghana, Liberia, Nigeria și Sierra Leone
  - Canadian pound - Canada
  - Connecticut pound - Connecticut
  - Cypriot pound - Cipru, Akrotiri and Dhekelia
  - Delaware pound - Delaware
  - Egyptian pound - Egipt
  - Falkland Islands pound - Insulele Falkland
  - Fijian pound - Fiji
  - Gambian pound - Gambia
  - Georgia pound - Georgia
  - Ghanaian pound - Ghana
  - Gibraltar pound - Gibraltar
  - Guernsey pound - Guernsey
  - Israeli pound - Israel
  - Jamaican pound - Jamaica
  - Jersey pound - Jersey
  - Libyan pound - Libia
  - Malawian pound - Malaŵi
  - Maltese pound - Malta
  - Manx pound - Isle of Man
  - Maryland pound - Maryland
  - Massachusetts pound - Massachusetts
  - New Brunswick pound - New Brunswick
  - Newfoundland pound - Newfoundland
  - New Guinean pound - New Guinea
  - New Hampshire pound - New Hampshire
  - New Jersey pound - New Jersey
  - New York pound - New York
  - New Zealand pound - New Zealand
  - Nigerian pound - Nigeria
  - North Carolina pound - North Carolina
  - Nova Scotian pound - Nova Scotia
  - Oceanian pound - Kiribati, Nauru, New Guinea, Solomon Islands and Tuvalu
  - Palestinian pound - Palestine
  - Pennsylvania pound - Pennsylvania
  - Prince Edward Island pound - Prince Edward Island
  - Rhode Island pound - Rhode Island
  - Rhodesia and Nyasaland pound - Rhodesia and Nyasaland
  - Rhodesian pound - Rhodesia
  - Saint Helena pound - Saint Helena
  - Pound Scots - Kingdom of Scotland
  - Solomon Islands pound - Solomon Islands
  - South African pound - South Africa
  - South Carolina pound - South Carolina
  - Southern Rhodesian pound - Southern Rhodesia
  - Sudanese pound - Sudan
  - (New) Sudanese pound - Southern Sudan
  - Syrian pound - Siria
  - Tongan pound - Tonga
  - Virginia pound - Virginia
  - West Indian pound - British West Indies
  - Western Samoan pound - Samoa
  - Zambian pound - Zambia
- Pula - Botswana

## Q
- Qiran - Iran
- Quetzal - Guatemala

## R
- Rai stones - Yap
- Rand - South Africa
- Reaal - Curaçao
- Real
  - Angolan real - Angola
  - Argentine real - Argentina
  - Azorean real - Azores
  - Brazilian real - Brazilia
  - Cape Verde real - Cape Verde
  - Central American Republic real - Costa Rica, El Salvador, Guatemala, Honduras and Nicaragua
  - Colombian real - Columbia
  - Ecuadorian real - Ecuador
  - Gibraltar real - Gibraltar
  - Honduran real - Honduras
  - Mexican real - Mexic
  - Mozambican real - Mozambique
  - Paraguayan real - Paraguay
  - Peruvian real - Peru
  - Philippine real - Filipine
  - Portuguese Guinea real - Guinea Bissau
  - Portuguese real - Portugalia (plural réis)
  - Santo Domingo real - Santo Domingo
  - Salvadoran real - El Salvador
  - São Tomé and Príncipe real - São Tomé and Príncipe
  - Spanish colonial real - Argentina, Bolivia, Chile, Columbia, Costa Rica, Cuba, Dominican Republic, Ecuador, El Salvador, Guatemala, Honduras, Mexic, Nicaragua, Panama, Paraguay, Peru, Uruguay and Venezuela
  - Spanish real - Spania
  - Venezuelan real - Venezuela
- Reichsmark - Germania
- Reichsthaler - Germania
- Renminbi (人民币 or 人民幣) - China
- Rentenmark - Germania
- Rial (ريال)
  - Iranian rial - Iran
  - Moroccan rial - Maroc
  - North Yemeni rial - Yemen de Nord
  - Omani rial - Oman
  - Tunisian rial - Tunisia
  - Yemeni rial - Yemen
- Riel - Cambodia
- Rigsdaler
  - Danish West Indies rigsdaler - Danish West Indies
  - Danish rigsdaler - Danemarca
  - Greenlandic rigsdaler - Groenlanda
  - Norwegian rigsdaler - Norvegia
- Riksdaler - Suedia
- Rijksdaalder - Țările de Jos
- Ringgit
  - Malaysian ringgit - Malaysia
  - Brunei ringgit - Brunei - known in English as the dollar
- Rixdollar - Ceylon
- Riyal (ريال)
  - Hejaz riyal - Hejaz
  - Qatari riyal - Qatar
  - Saudi riyal - Arabia Saudită
  - Zanzibari riyal - Zanzibar
- Roepiah - Netherlands Indies
- Ruble (Рубль)
  - Armenian ruble - Armenia
  - Azerbaijani ruble - Azerbaijan
  - Belarusian ruble - Belarus
  - Russian ruble - Rusia
  - Tajikistani ruble - Tajikistan
  - Transcaucasian ruble - Transcaucasia
  - Transnistrian ruble - Transnistria
- Rublis - Letonia
- Rufiyah (ދިވެހި ރުފިޔ) - Maldives
- Rupee
  - Afghan rupee - Afghanistan
  - Bhutanese rupee - Bhutan
  - Burmese rupee - Burma
  - Danish Indian rupee - Danish India
  - East African rupee - Kenya, Somalia, Tanzania and Uganda
  - French Indian rupee - French India
  - Gulf rupee - Bahrain, Kuwait, Oman, Qatar and UAE
  - Hyderabad rupee - Hyderabad
  - Indian rupee - India
  - Javan rupee - Java
  - Mauritian rupee - Mauritius
  - Nepalese rupee - Nepal
  - Pakistani rupee - Pakistan
  - Portuguese Indian rupia - Portuguese India
  - Seychellois rupee - Seychelles
  - Sri Lankan rupee (රුපියල්) - Sri Lanka
  - Travancore rupee - Travancore
  - Zanzibari rupee - Zanzibar
- Rupiah - Indonesia
  - Indonesian rupiah - Indonesia
  - Italian Somaliland rupia - Italian Somaliland
  - Riau rupiah - Riau
  - West New Guinea rupiah - West New Guinea
- Rupie - Burundi, Rwanda and Tanzania
- Ryō - Japonia

## S
- Șiling - Austria
- Scudo
  - Bolivian scudo - Bolivia
  - Lombardy-Venetia scudo - Lombardy-Venetia
  - Maltese scudo - Malta
  - Milanese scudo - Milan
  - Papal States scudo - Papal States
  - Piedmont scudo - Piedmont and other mainland parts of the Kingdom of Sardinia
  - Sardinian scudo - Sardinia
- Shah (Шаг) - Ucraina
- Șekel
  - New Shekel (שקל חדש) - Israel, Gaza Strip, West Bank
  - Shekel (שקל) - Israel, Gaza Strip, West Bank
- Șiling
  - East African shilling - Kenya, Somalia, Tanzania and Uganda
  - Kenyan shilling - Kenya
  - Somali shilling - Somalia
  - Somaliland shilling - Somaliland
  - Tanzanian shilling - Tanzania
  - Ugandan shilling - Uganda
- Skender - Korçë
- Sol - Peru
- Som
  - Kyrgyzstani som (Сом) - Kyrgyzstan
  - Uzbekistani som (Сўм) - Uzbekistan
- Somalo - Italian Somaliland
- Somoni (Сомонӣ) - Tajikistan
- Speciedaler - Norvegia
- Speciethaler - Schleswig-Holstein
- Srang - Tibet
- Sucre - Ecuador
- Syli - Guinea

## T
- Tael (兩, liǎng) - China
- Taka (টাকা) - Bangladesh
- Tala - Samoa
- Tallero - Eritrea
- Talonas - Lithuania
- Tangka - Tibet
- Tenga
  - Bukharan tenga - Bukhara
  - Kokand tenga - Kokand
  - Khwarazmi tenga - Khwarazm
- Tenge (Теңге) - Kazakhstan
- Thaler - Germania, Austria, Ungaria
  - Basel Thaler - Basel
  - Berne Thaler - Berna
  - Bremen Thaler - Bremen
  - Danzig Thaler - Danzig
  - Geneva thaler - Geneva
  - Hannovarian Thaler - Hannover
  - Hesse-Kassel Thaler - Hesse-Kassel (or Hesse-Cassel)
  - Mecklenburg Thaler - Mecklenburg
  - Prussian Thaler - Prusia
  - St. Gallen Thaler - St. Gallen
  - Saxon Thaler - Mecklenburg
  - Solothurn Thaler - Solothurn
  - Valais thaler - Valais
  - Westphalian Thaler - Westphalia
  - Zürich Thaler - Zürich
- Tical - Cambodia
- Tögrög (Tөгрөг) - Mongolia
- Tolar - Slovenia
- Toman (تومان) - Iran
- Trade dollar
  - British trade dollar - Marea Britanie
  - Japanese trade dollar - Japonia
  - United States trade dollar - Statele Unite

## V
- Vatu - Vanuatu
- Venezolano - Venezuela
- Vereinsthaler
  - Hanoverian vereinsthaler - Hannover
  - Hesse-Kassel vereinsthaler - Hesse-Kassel (or Hesse-Cassel)
  - Mecklenburg vereinsthaler - Mecklenburg
  - Prussian vereinsthaler - Prusia
  - Saxon vereinsthaler - Saxony

## W
- Wén (文) - China
- Won (원,圓)
  - Korean won - Coreea
  - North Korean won - Coreea de Nord
  - South Korean won - Coreea de Sud

## Y
- Yang (兩) - Coreea
- Yen (円)
  - Korean yen - Coreea
  - Japanese military yen - Hong Kong
  - Yen - Japonia
  - Taiwanese yen - Taiwan
- Yuan
  - Yuan (元, 圆 or 圓) - China
  - Chinese yuan (元, 圆 or 圓) - China
  - Chinese renminbi yuan (人民币 or 人民幣) - China
  - Manchukuo yuan (圓) - Manchukuo
  - Taiwanese old yuan (Old Taiwan dollar) - Taiwan
  - Taiwanese new yuan (New Taiwan dollar) - Taiwan

## Z
- Zaïre - Zaïre
- Złoty - Polonia
  - Kraków złoty - Kraków
  - Polish złoty - Polonia

## Vezi și
- Listă de monede după țară
- Semn monetar
- List of currency units
- ISO 4217